# دومينيك براسور
دومينيك براسور هو محامي وسياسي لوكسمبورغي، ولد في 14 يونيو 1833 في إيش سوغ ألزيت في لوكسمبورغ، وتوفي في 17 نوفمبر 1906 في مدينة لوكسمبورغ في لوكسمبورغ. انتخب نائب ‏ (1866 – 1899) وانتخب mayor of Luxembourg ‏ (27 يناير 1891 – 24 فبراير 1894).